# Denisa Golgotă
Denisa Golgotă (née le 8 mars 2002 à Alimpești, dans le județ de Gorj) est une gymnaste artistique roumaine.

## Biographie
En 2016, aux Championnats d'Europe juniors de gymnastique artistique, elle remporte la médaille d'or au sol, l'argent au saut de cheval et la médaille de bronze par équipe.
Lors des Championnats d'Europe de gymnastique artistique féminine 2018, elle remporte deux médailles : l'argent au sol derrière la Française Mélanie de Jesus dos Santos et le bronze au saut de cheval derrière la Hongroise Boglárka Dévai et la Russe Angelina Melnikova,.

## Palmarès

### Championnats d'Europe
- Championnats d'Europe juniors 2016 à Berne ( Suisse) :
  -  médaille d'or au sol
  -  médaille d'argent au saut de cheval
  -  médaille de bronze par équipe
- Championnats d'Europe 2018 à Glasgow ( Royaume-Uni) :
  -  médaille d'argent au sol
  -  médaille de bronze au saut de cheval